# Framerville-Rainecourt

Framerville-Rainecourt este o comună în departamentul Somme, Franța. În 1 ianuarie 2022 avea o populație de 447 de locuitori.